# Клара Понтоппідан
Клара Понтоппідан, також Клара Вієт, народжена Расмуссен (*23 квітня, 1883, Копенгаген, Данія — †22 січня 1975, Копенгаген, Данія) — данська акторка театру і кіно. Переважно знімалася у німих стрічках. Лавреатка премії Боділ за найкращу жіночу роль 1958 року.

## Біографія
Клара Расмуссен народилася в родині копенгагенського торговця Едуарда Гейнріха Расмуссена (1857-1901) та його дружини Сари Вільгельміни Кароліни Браммер (1859-1935). У 1892 році Клара поступила до Данської королівської балетної школи. Уперше вийшла на сцену 1901 року. Пізніше також навчалася в школі сценічного мистецтва Королівського театру. У 1905—1925 роках працювала в театрі Дагмар (дан. Dagmarteatret), а також короткий час у Театрі Александри. З 1925 і до 1974 року виступала в Королівському театрі Данії.
Серед найвідоміших театральних ролей Клари Понтоппідан Саломея у постановці п'єси Кая Мунка «Ідеаліст» (1928), головна роль у виставі за п'єсою К'єлля Абелля «Анне Софі Гедвіг», роль пані Грузен у виставі «Parasitterne» за твором Карла Еріка Сої (1945). 
Клара Понтоппідан є єдиною данською акторкою, яка знімалася в кіно протягом 70 років. Її дебютом став короткий фільм 1902 року, знятий Петером Ельфельтом, де вона з іншим студентом балету виконує па-де-де. Першим художнім фільмом, у якому вона знялася, став короткий фільм 1910 року, створений компанією «Regia Kunstfilm». Успіх у глядачів їй принесла робота в компанії «Nordisk Film», що туди вона перейшла 1911 року. Вона знялася в кількох стрічках режисера німого кіно Аугуста Блома, зокрема «Остання жертва білої работоргівлі» («дан. Den hvide slavehandels sidste offer») (1911), «Спокуси великого міста» (1911), «Вампір-танцюрист» (1912). Ці стрічки принесли їй світову відомість.
Перший шлюб взяла з актором Карло Вієтом, з яким розлучилися 1917 року. Вдруге одружилася з лікарем Повлом Понтоппіданом (1889—1953).

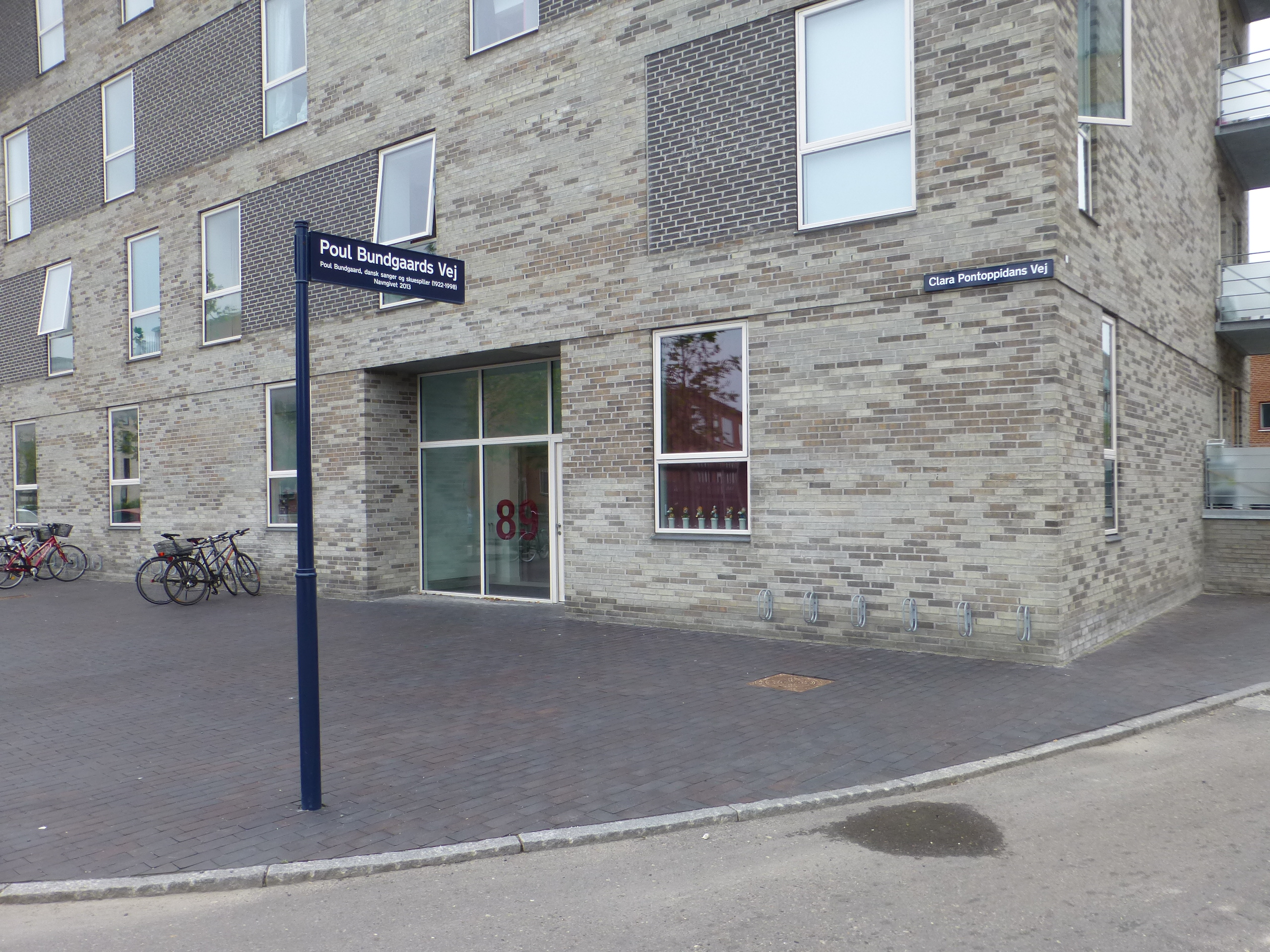
Будинок на вулиці Клари Понтоппідан у Копенгагені

На честь Клари Понтоппідан названо вулицю в Копенгагені — дан. Clara Pontoppidans Vej.

## Вибіркова фільмографія
У данському кіноархіві зберігається 55 німих фільмів, у яких зіграла Клара Понтоппідан. Також вона знялася у 14 озвучених стрічках. Останньої стрічкою була комедія 1972 року «Takt og tone i himmelsengen», де вона зіграла другорядну героїню.
- Портрет Доріана Грея (1910)
- Відьми (1922)

Також знялася в двох фільмах режисера Карла Дреєра:
- Сторінки з книги Сатани (1921, 4-тий епізод), дружина телеграфіста
- Одного разу (1922), головна роль принцеси Іллірії

## Нагороди
- Премія Боділ 1958 року за найкращу жіночу роль у фільмі «Небажана жінка» (дан. En kvinde er overflødig)
- Театральна премія «Teaterpokalen[da]» (1958)
- Tagea Brandt Rejselegat[en] (1937)